# Rupeljevo
Rupeljevo (Servisch cyrillisch Рупељево) is een plaats in de Servische gemeente Požega. De plaats telt 451 inwoners (2002).